# Daczne (obwód wołyński)
Daczne (ukr. Дачне) – wieś na Ukrainie w rejonie łuckim obwodu wołyńskiego.
Znajduje tu się stacja kolejowa Daczne, położona na linii Lwów – Kiwerce.
Przed II wojną światową na terenie obecnego Dacznego leżały kolonie Chwojka i Popówka.
Do 2020 w rejonie kiwereckim. 